# Финландска академия на науките
Финландската академия на науките (на фински: Suomalainen Tiedeakatemia; на латински: Academia Scientiarum Fennica), съкратено ФАН, е националната научна академия на Финландия.
Открита е през 1908 г. от поддръжници на Финландия като финскоезичен отговор на шведскоезичната Societas Scientiarum Fennica, създадена във Финландия през 1838 г.

## Седалище
Централната сграда се намира на улица Марианкату №5, в квартал Крунунхака, Хелзинки. Проектирана от Жан Вик и Тиодор Декър, тя е построена през 1841 г.

## Членове
Академията има общо 328 места за членове от Финландия. Когато член на академията навърши 65 години, мястото му се освобождава за избиране на нов член, но той запазва членството си до края на живота си. Местата са разделени на 2 секции.

### Научна секция
Има общо 189 места.
- Математика и компютърни науки – 28 членове
- Физика и астрономия – 26 членове
- Науки за Земята – 24 членове
- Химия – 21 членове
- Биология – 22 членове
- Земеделие и лесничейство – 22 членове
- Медицина – 46 членове

### Хуманитарна секция
Има общо 139 места.
- Богословие и религия – 11 членове
- Философия и естетика – 12 членове
- Психология и педагогика – 14 членове
- История и археология – 17 членове
- Угро-фински науки – 17 членове
- Лингвистика – 21 членове
- Право – 18 членове
- Социални науки – 29 членове